# Brandfarlig vara

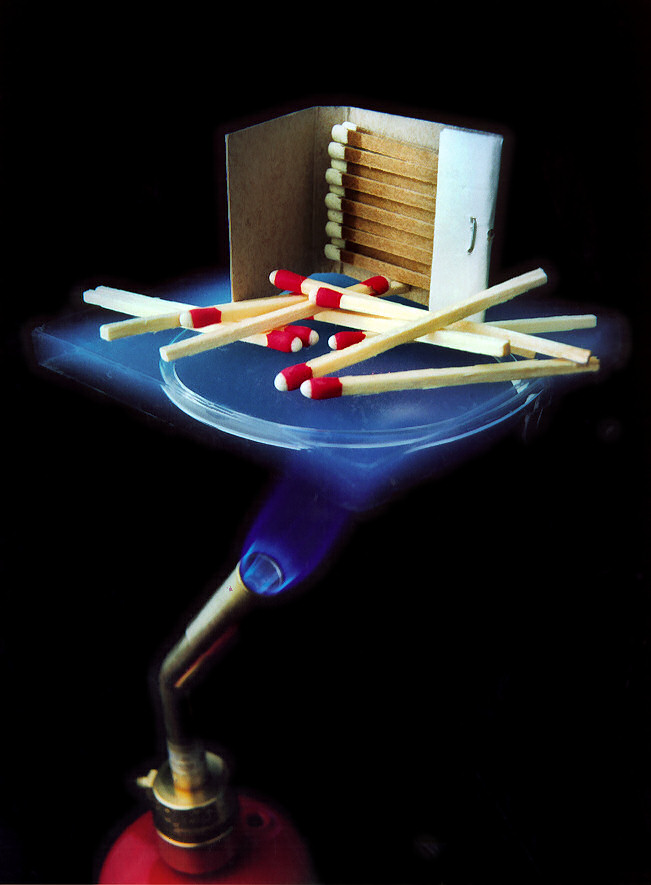
Ett paket tändstickor.

För brandfarlig vara krävs det enligt Lagen om brandfarliga och explosiva varor (1988:868 ) tillstånd för att förvara och hantera dessa över angivna mängder. Som brandfarlig vara räknas brandfarlig gas, brandfarlig vätska och brandreaktiv vara.